# 2025년 카타툼보 충돌
2025년 카타툼보 충돌은 2025년 1월 16일부터 콜롬비아와 베네수엘라 접경 지역인 카타툼보 지역 일대에서 콜롬비아 무장혁명군(FARC)과 국민해방군(ELN) 사이에 벌어진 무장충돌이다. 이로인해 민간인 포함 80명 이상이 사망했다.

## 배경
콜롬비아 내의 제1반군이자 최대 반군인 콜롬비아 무장혁명군(FARC)이 2016년 콜롬비아의 구스타보 페트로 정부와 평화 협정을 맺었다. 하지만 국민해방군(ELN)과 같은 잔당 세력들은 '정부가 약속을 이행하지 않는다'고 하며 콜롬비아 무장혁명군(FARC)을 이탈해 정부와의 소통을 거부한 채 게릴라 활동을 펼치고 있었다.
콜롬비아의 반군 세력들은 코카 재배지역이 있는 카다툼보 지역을 장악하기 위해 수년간 대립을 지속해왔다. 원래 콜롬비아 무장혁명군(FARC)이 이 지역을 관할했지만 콜롬비아 무장혁명군(FARC)은 2016년 평화협정으로 정당을 조직하고 제도권에 편입되었다. 이에 콜롬비아의 최대 반군 세력이 된 국민해방군(ELN)이 카타툼보 지역에서 마약 밀매와 불법 광물 채취 등으로 수익을 올리고 영향력을 확대하는 중이다.

## 반응
2025년 1월 17일, 좌익 게릴라 단체(M-19) 출신의 콜롬비아 대통령 구스타보 페트로는 ELN 등의 반군 세력과의 평화 협상을 주요 과제로 추진해 왔지만, 이번 사태를 계기로 ELN과의 협상을 중단한다고 엑스에서 밝혔다.